# Grand Prix-wegrace van Tsjecho-Slowakije 1967
De Grand Prix-wegrace van Tsjecho-Slowakije 1967 was de achtste race van het wereldkampioenschap wegrace-seizoen 1967. De races werden verreden op 23 juli 1967 op de Masaryk-Ring nabij Brno. Behalve de 50cc-klasse kwamen alle soloklassen aan de start. De wereldtitel in de 350cc-klasse werd hier beslist.

## Algemeen
De Tsjecho-Slowaakse Grand Prix trok niet minder dan 200.000 toeschouwers. Het was erg warm. Daarom werd er tussen de wedstrijden door met sproeiwagens gereden om het smelten van het asfalt te voorkomen. Jawa trad niet aan met de nieuwe 350cc-V4, die tijdens de TT van Assen tegenvallend gepresteerd had. De Tsjechen konden natuurlijk niet wegblijven en hun coureurs moesten naar alternatieven zoeken. Gustav Havel trad aan met een 350cc-CZ-eencilinder en Bohumil Staša en František Šťastný met de oude Jawa-350cc-tweecilinders. De Russen hadden hun Vostok-project gestaakt en Nikolaj Sevast'ânov trad aan met een Russische kopie van de Jawa-tweecilinder.

## 500cc-klasse
Op de Masaryk-Ring in Brno wist Mike Hailwood weer te winnen. Giacomo Agostini kon hem drie ronden lang volgen maar daarna begon Hailwood uit te lopen tot hij uiteindelijk 18 seconden voorsprong had. Agostini werd tweede en John Cooper werd derde. Agostini stond nu op 36 punten en Hailwood op 30 punten, waardoor het kampioenschap met nog vier wedstrijden te gaan nog helemaal open was.

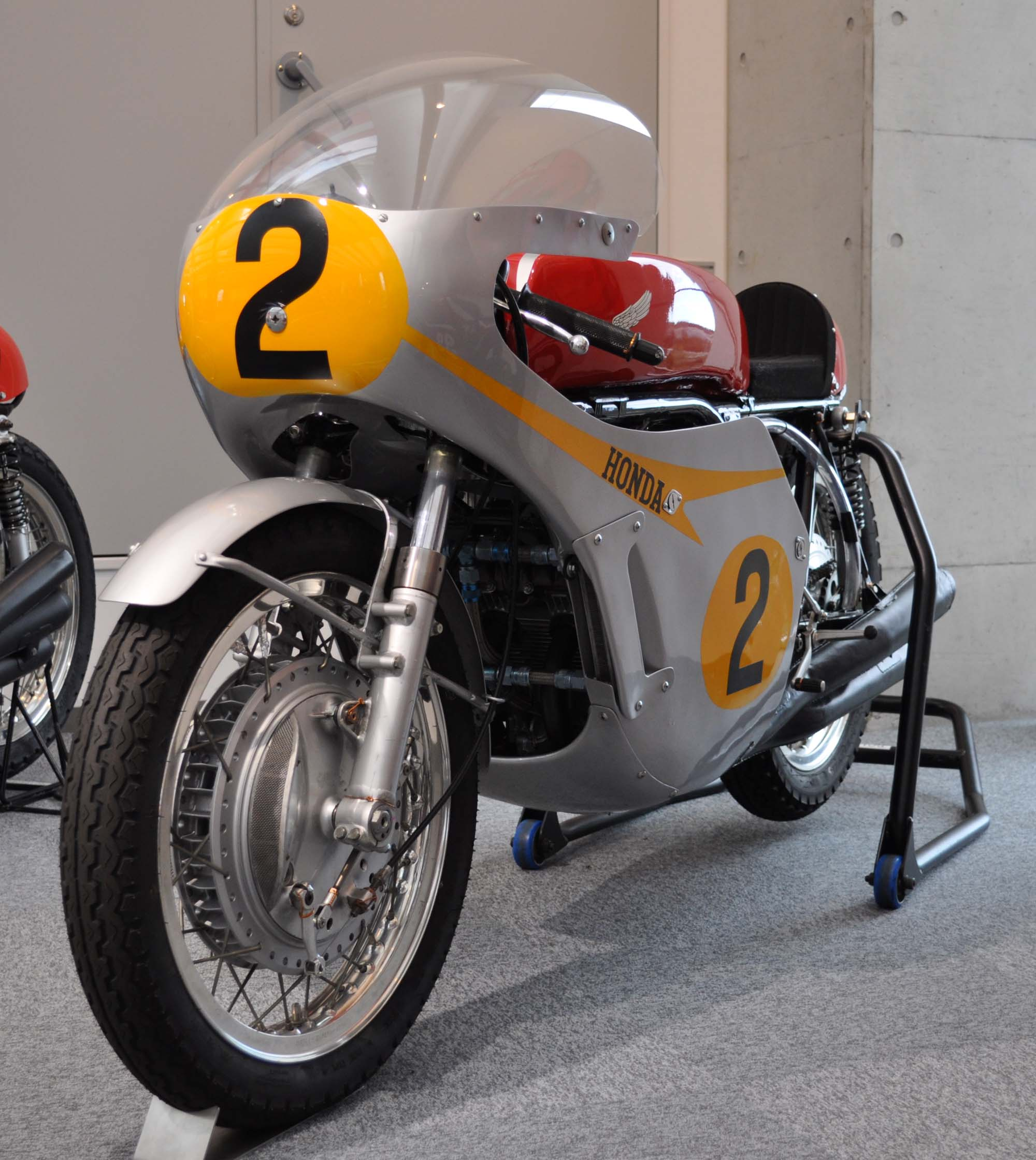
In Tsjecho-Slowakije leken de verbeteringen aan de Honda RC 181 vruchten af te werpen: eerst de excentrische vooras en later het gebruik van lichtere materialen. Mike Hailwood won zijn derde Grand Prix van het seizoen.

| Pos | Coureur          | Merk              | Tijd      | Punten |
| --- | ---------------- | ----------------- | --------- | ------ |
| 1   | Mike Hailwood    | Honda             | 1:06"33'7 | 8      |
| 2   | Giacomo Agostini | MV Agusta         | +17'8     | 6      |
| 3   | John Cooper      | Norton            | +1 ronde  | 4      |
| 4   | Gyula Marsovszky | Matchless         | +1 ronde  | 3      |
| 5   | John Hartle      | Métisse-Matchless | +1 ronde  | 2      |
| 6   | John Dodds       | Norton            | +1 ronde  | 1      |
| 7   | František Srna   | Jawa              |           |        |
| 8   | Billie Nelson    | Norton            |           |        |
| 9   | Kel Carruthers   | Métisse-Matchless |           |        |
| 10  | Dan Shorey       | Norton            |           |        |
| 11  | Rodney Gould     | Norton            |           |        |
| 12  | Walter Scheimann | Norton            |           |        |
| 13  | Steve Spencer    | Norton            |           |        |
| 14  | Lewis Young      | Matchless         |           |        |

| Coureur       | Merk              | Oorzaak |
| ------------- | ----------------- | ------- |
| Mike Duff     | Matchless         |         |
| Chris Conn    | Norton            |         |
| Fred Stevens  | Hannah-Paton      |         |
| Bosse Granath | Métisse-Matchless |         |

| Coureur      | Merk               | Oorzaak |
| ------------ | ------------------ | ------- |
| Jack Findlay | McIntyre-Matchless |         |

| Coureur            | Merk             | Oorzaak |
| ------------------ | ---------------- | ------- |
| Ivor Lloyd         | Matchless        | [ 1 ]   |
| Derek Minter       | Norton           |         |
| Griff Jenkins      | Norton           |         |
| John Blanchard     | Seeley-Matchless |         |
| Maurice Hawthorne  | Norton           |         |
| Peter Williams     | Arter-Matchless  |         |
| Rob Fitton         | Norton           |         |
| Angelo Bergamonti  | Hannah-Paton     |         |
| Giuseppe Mandolini | Moto Guzzi       | [ 2 ]   |
| Johnny Rockett     | Norton           | [ 1 ]   |
| Andreas Georgeades | Velocette        | [ 1 ]   |

### Top tien tussenstand 500cc-klasse
| Pos | Coureur          | Merk                      | Ptn |
| --- | ---------------- | ------------------------- | --- |
| 1   | Giacomo Agostini | MV Agusta                 | 36  |
| 2   | Mike Hailwood    | Honda                     | 30  |
| 3   | Peter Williams   | Arter-Matchless           | 16  |
| 4   | Jack Findlay     | McIntyre-Matchless        | 11  |
| 5   | John Hartle      | Métisse-Matchless         | 9   |
| 6   | Gyula Marsovszky | Matchless                 | 7   |
| 6   | John Cooper      | Norton / Seeley-Matchless | 7   |
| 8   | Fred Stevens     | Hannah-Paton              | 6   |
| 9   | Steve Spencer    | Norton                    | 4   |
| 9   | Dan Shorey       | Norton                    | 4   |
| 9   | John Dodds       | Norton                    | 4   |

## 350cc-klasse
Mike Hailwood won zijn vijfde 350cc-race van 1967 in Brno en daardoor was zijn wereldtitel binnen. Giacomo Agostini had vijf ronden geleid, maar toen haalde Hailwood hem in en kort daarna viel Ago zelfs stil. Heinz Rosner en Derek Woodman konden daardoor tweede en derde worden. Agostini was echter niet de pit in gereden, maar vlak voor de eindstreep gestopt. Toen Hailwood werd afgevlagd duwde hij de MV Agusta over de finishlijn en zo werd hij geklasseerd als zevende.

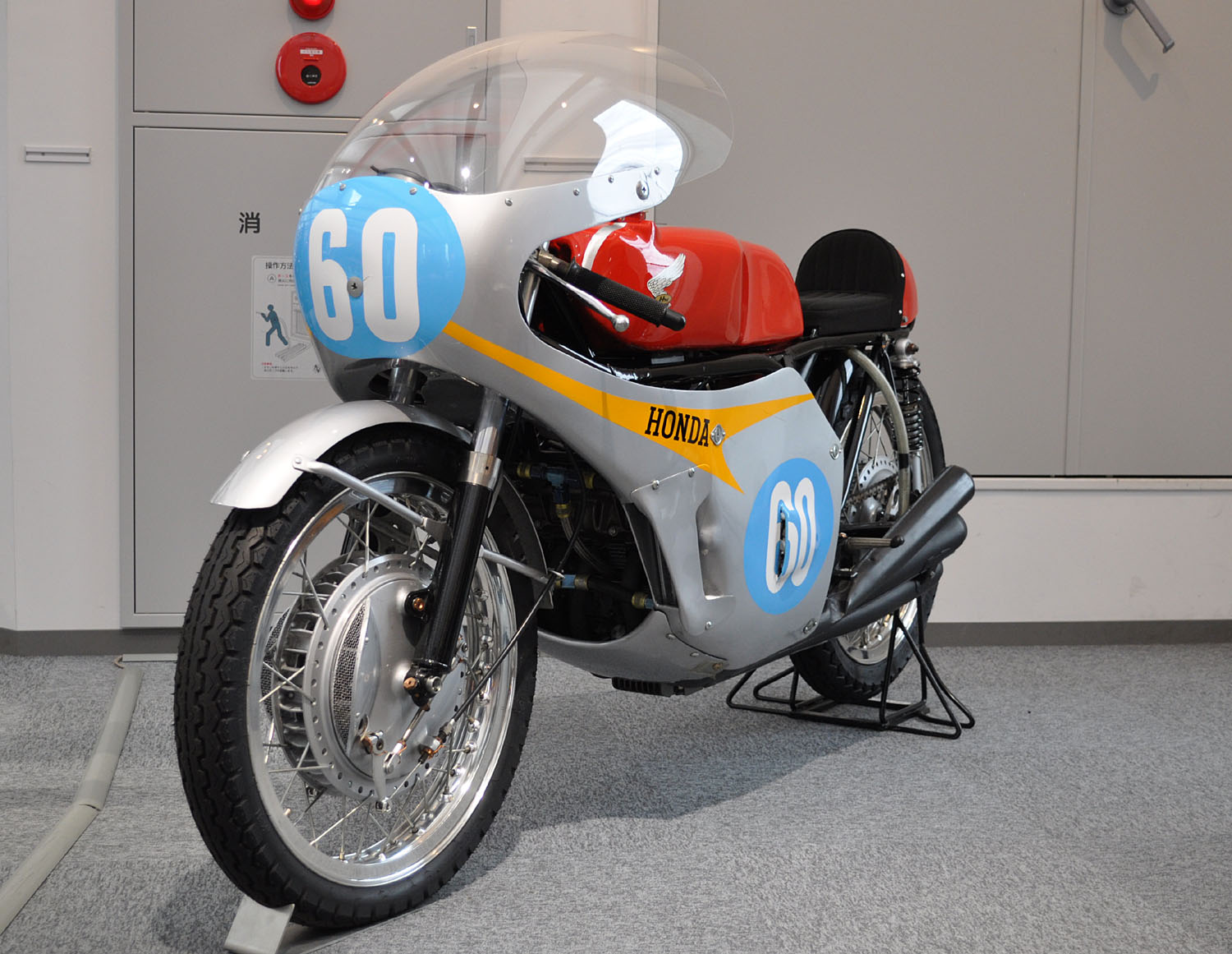
Mike Hailwood's Honda RC 174 zescilinder.

| Pos | Coureur             | Merk         | Tijd | Punten |
| --- | ------------------- | ------------ | ---- | ------ |
| 1   | Mike Hailwood       | Honda        |      | 8      |
| 2   | Heinz Rosner        | MZ           |      | 6      |
| 3   | Derek Woodman       | MZ           |      | 4      |
| 4   | Gustav Havel        | CZ           |      | 3      |
| 5   | Alberto Pagani      | Aermacchi    |      | 2      |
| 6   | Bohumil Staša       | Jawa         |      | 1      |
| 7   | Giacomo Agostini    | MV Agusta    |      |        |
| 8   | František Šťastný   | Jawa         |      |        |
| 14  | Nikolaj Sevast'ânov | Jawa (kopie) |      |        |

| Coureur          | Merk    | Oorzaak |
| ---------------- | ------- | ------- |
| Renzo Pasolini   | Benelli |         |
| Silvio Grassetti | Benelli |         |

| Coureur           | Merk              |
| ----------------- | ----------------- |
| Kel Carruthers    | Métisse-Aermacchi |
| Brian Steenson    | Aermacchi         |
| Chris Conn        | Norton            |
| Dan Shorey        | Norton            |
| Fred Stevens      | Hannah-Paton      |
| Ian McGregor      | Norton            |
| Ralph Bryans      | Honda             |
| Gilberto Milani   | Aermacchi         |
| Masahiro Wada     | Yamaha            |
| Shigeyoshi Mimuro | Yamaha            |
| Toshimi Yorino    | Honda             |

### Top tien tussenstand 350cc-klasse
| Pos | Coureur          | Merk              | Ptn |                |
| --- | ---------------- | ----------------- | --- | -------------- |
| 1   | Mike Hailwood    | Honda             | 40  | wereldkampioen |
| 2   | Giacomo Agostini | MV Agusta         | 24  |                |
| 3   | Derek Woodman    | MZ                | 12  |                |
| 4   | Heinz Rosner     | MZ                | 10  |                |
| 5   | Renzo Pasolini   | Benelli           | 8   |                |
| 5   | Alberto Pagani   | Aermacchi         | 8   |                |
| 7   | Kel Carruthers   | Métisse-Aermacchi | 6   |                |
| 8   | Fred Stevens     | Hannah-Paton      | 3   |                |
| 8   | Gustav Havel     | CZ                | 3   |                |
| 10  | Chris Conn       | Norton            | 2   |                |
| 10  | Gilberto Milani  | Aermacchi         | 2   |                |

## 250cc-klasse
In Tsjecho-Slowakije won Phil Read met slechts een banddikte van Bill Ivy, maar beiden hadden een minuut voorsprong op Mike Hailwood. Hailwood's monteurs hadden uit de restanten van twee machines een nieuwe zescilinder voor Mike in elkaar gezet. Ralph Bryans werd vierde, maar omdat hij nog niet was uitgevallen stond hij op dat moment nog derde in het wereldkampioenschap. Dat feit betekende wel dat hij als eerste moest beginnen punten als streepresultaat weg te strepen.

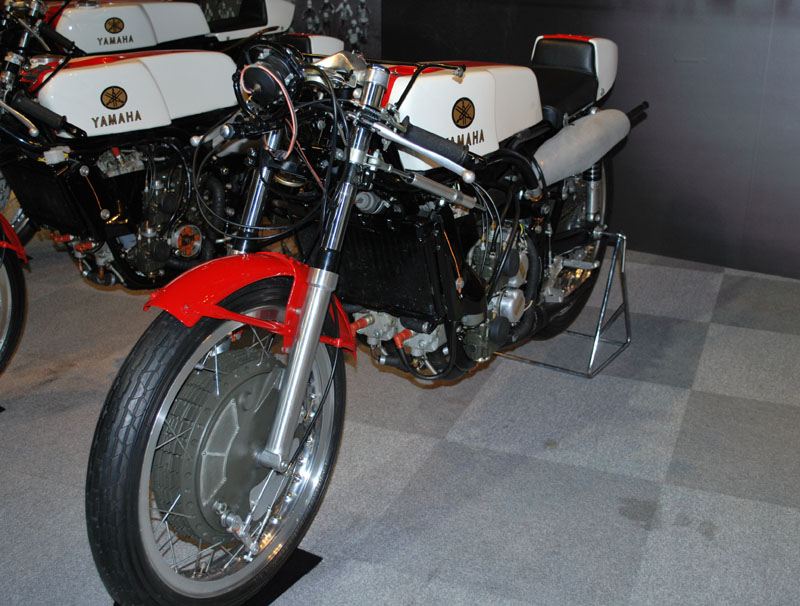
Yamaha RD 05

| Pos | Coureur        | Merk      | Tijd    | Punten |
| --- | -------------- | --------- | ------- | ------ |
| 1   | Phil Read      | Yamaha    | 48"04'2 | 8      |
| 2   | Bill Ivy       | Yamaha    | +0'1    | 6      |
| 3   | Mike Hailwood  | Honda     | +1"01'3 | 4      |
| 4   | Ralph Bryans   | Honda     | +1"04'2 | 3      |
| 5   | Heinz Rosner   | MZ        | +2"53'2 | 2      |
| 6   | Derek Woodman  | MZ        | +5"13'3 | 1      |
| 7   | Alberto Pagani | Aermacchi | +5"43'9 |        |
| 8   | Ginger Molloy  | Bultaco   | +5"44'4 |        |

| Coureur          | Merk   | Oorzaak |
| ---------------- | ------ | ------- |
| Yvon Duhamel     | Yamaha | [ 1 ]   |
| Ron Grant        | Yamaha | [ 1 ]   |
| Frank Camillieri | Yamaha | [ 1 ]   |

| Coureur           | Merk         |
| ----------------- | ------------ |
| Jack Findlay      | Bultaco      |
| Malcolm Stanton   | Aermacchi    |
| Gyula Marsovszky  | Bultaco      |
| Rolf Schmid       | Bultaco      |
| Carlos Giró       | Ossa         |
| José Medrano      | Bultaco      |
| Bill Smith        | Kawasaki     |
| Brian Steenson    | Aermacchi    |
| Dave Simmonds     | Kawasaki     |
| Fred Stevens      | Hannah-Paton |
| Mick Chatterton   | Yamaha       |
| Tommy Robb        | Bultaco      |
| Gilberto Milani   | Aermacchi    |
| Akiyasu Motohashi | Yamaha       |
| Jyun Hamano       | Yamaha       |

### Top tien tussenstand 250cc-klasse
| Pos | Coureur          | Merk     | Ptn     |
| --- | ---------------- | -------- | ------- |
| 1   | Phil Read        | Yamaha   | 42      |
| 2   | Bill Ivy         | Yamaha   | 34      |
| 3   | Ralph Bryans     | Honda    | 33 (36) |
| 4   | Mike Hailwood    | Honda    | 30      |
| 5   | Heinz Rosner     | MZ       | 10      |
| 6   | Derek Woodman    | MZ       | 9       |
| 7   | Ginger Molloy    | Bultaco  | 8       |
| 8   | Dave Simmonds    | Kawasaki | 5       |
| 9   | José Medrano     | Bultaco  | 4       |
| 9   | Gyula Marsovszky | Bultaco  | 4       |

(Punten (tussen haakjes) zijn inclusief streepresultaten)

## 125cc-klasse

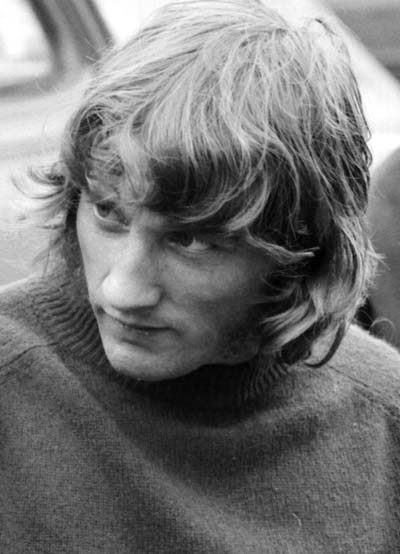
Geholpen door het uitvallen van Phil Read nam Bill Ivy de leiding in de WK-stand.

In de GP van Tsjecho-Slowakije nam Yoshimi Katayama de leiding en hield die ook twee ronden vast. In de derde ronde nam Bill Ivy de koppositie over en in de vierde ronde werd Katayama ook gepasseerd door Phil Read. Die viel echter in de vijfde ronde uit door een gebroken krukas. Katayama kreeg weer een vastloper en daardoor werd Stuart Graham tweede en László Szabó derde.
| Pos | Coureur          | Merk    | Tijd     | Punten |
| --- | ---------------- | ------- | -------- | ------ |
| 1   | Bill Ivy         | Yamaha  | 45"09'4  | 8      |
| 2   | Stuart Graham    | Suzuki  | +50'0    | 6      |
| 3   | László Szabó     | MZ      | +4"45'4  | 4      |
| 4   | Thomas Heuschkel | MZ      | +1 ronde | 3      |
| 5   | Walter Scheimann | Honda   | +1 ronde | 2      |
| 6   | Jim Curry        | Honda   | +1 ronde | 1      |
| 7   | Bosse Granath    | MZ      | 1 ronde  |        |
| 8   | Ginger Molloy    | Bultaco | 1 ronde  |        |

| Coureur          | Merk   | Oorzaak   |
| ---------------- | ------ | --------- |
| Phil Read        | Yamaha | Krukas    |
| Yoshimi Katayama | Suzuki | Vastloper |

| Coureur        | Merk   | Oorzaak |
| -------------- | ------ | ------- |
| Jean-Guy Duval | Yamaha | [ 1 ]   |
| Ralph Swegan   | Yamaha | [ 1 ]   |
| Robert Lusk    | Yamaha | [ 1 ]   |
| Robert Messina | Yamaha | [ 1 ]   |
| Tim Coopey     | Yamaha | [ 1 ]   |

| Coureur              | Merk     |
| -------------------- | -------- |
| Barry Smith          | Bultaco  |
| Kel Carruthers       | Honda    |
| Kevin Cass           | Bultaco  |
| Hartmut Bischoff     | MZ       |
| Jürgen Lenk          | MZ       |
| Klaus Enderlein      | MZ       |
| Hans Georg Anscheidt | Suzuki   |
| Herbert Mann         | MZ       |
| José Maria Busquets  | Montesa  |
| José Medrano         | Bultaco  |
| Jean-Louis Vergnais  | Bultaco  |
| Dave Simmonds        | Kawasaki |
| Rex Avery            | EMC      |
| Francesco Villa      | Montesa  |
| Giovanni Burlando    | Honda    |
| Walter Villa         | Montesa  |
| Akiyasu Motohashi    | Yamaha   |
| Hideo Kanaya         | Suzuki   |
| Isao Morishita       | Suzuki   |
| Yasuho Shigeno       | Suzuki   |
| Cees van Dongen      | Honda    |

### Top tien tussenstand 125cc-klasse
| Pos | Coureur              | Merk     | Ptn |
| --- | -------------------- | -------- | --- |
| 1   | Bill Ivy             | Yamaha   | 38  |
| 2   | Phil Read            | Yamaha   | 34  |
| 3   | Stuart Graham        | Suzuki   | 26  |
| 4   | Yoshimi Katayama     | Suzuki   | 19  |
| 5   | László Szabó         | MZ       | 9   |
| 6   | Hans Georg Anscheidt | Suzuki   | 6   |
| 7   | Dave Simmonds        | Kawasaki | 5   |
| 7   | Thomas Heuschkel     | MZ       | 5   |
| 9   | Akiyasu Motohashi    | Yamaha   | 3   |
| 9   | Walter Villa         | Montesa  | 3   |
| 9   | Klaus Enderlein      | MZ       | 3   |

1928 · 1929 · 1950 · 1951 · 1952 · 1954 · 1955 · 1956 · 1957 · 1958 · 1959 · 1960 · 1961 · 1962 · 1963 · 1964 · 1965 · 1966 · 1967 · 1968 · 1969 · 1970 · 1971 · 1972 · 1973 · 1974 · 1975 · 1976 · 1977 · 1978 · 1979 · 1980 · 1981 · 1982 · 1983 · 1984 · 1985 · 1986 · 1987 · 1988 · 1989 · 1990 · 1991